# Agrotis atra
Agrotis atra là một loài bướm đêm trong họ Noctuidae.